# Shukor Adan
Shukor Adan (Malaca, Malasia, 24 de septiembre de 1979) es un exfutbolista de Malasia que jugaba en las posiciones de defensa central y centrocampista. Actualmente es analista del Kuala Lumpur City.

## Carrera

### Club
| Periodo   | Club               | Goles |
| --------- | ------------------ | ----- |
| 2000–2001 | Negeri Sembilan FA | 2     |
| 2002–2008 | Selangor FA        | 13    |
| 2009–2012 | Negeri Sembilan FA | 15    |
| 2013      | ATM FA             | 4     |
| 2014–2018 | Felda United FC    | 7     |
| 2019      | Melaka United FC   | 2     |
| 2020–2021 | Kuala Lumpur City  | 1     |

### Selección nacional
Jugó para Malasia en 56 ocasiones de 2001 a 2014 y anotó cinco goles; participó en los Juegos Asiáticos de 2002 y en la Copa Asiática 2007.

## Logros

### Club
Selangor
- Malasia Charity Shield: 2002
- Malaysian Premier League: 2005
- Malaysia Cup: 2002, 2005
- Malaysian FA Cup: 2005

Negeri Sembilan
- Malaysia Cup: 2009, 2011
- Malaysia FA Cup: 2010

ATM
- Piala Sumbangsih: 2013

Felda United
- Malaysian Premier League: 2018

Kuala Lumpur
- Malaysia Cup: 2021

### Selección nacional
- Pestabola Merdeka: 2007

### Individual
- Mejor Jugador de Malasia: 2007 – Selangor FA

### Récords
- Jugador más viejo en anotar un gol en la Malaysia Super League (41 años)[2][3]
- Distancia más larga entre apariciones en la final de la Copa de Malasia: (2000–2021) 21 años[4][5]

## Estadísticas

### Goles con selección nacional
| #  | Fecha      | Sede                  | Rival          | Marcador | Resultado | Torneo                                   |
| -- | ---------- | --------------------- | -------------- | -------- | --------- | ---------------------------------------- |
| 1. | 12-10-2003 | Kuala Lumpur, Malasia | Baréin         | 1–2      | 2–2       | Clasificación para la Copa Asiática 2004 |
| 2. | 12-7-2004  | Kuala Lumpur, Malasia | Singapur       | 1–0      | 2−0       | Amistoso                                 |
| 3. | 8-12-2004  | Kuala Lumpur, Malasia | Timor Oriental | 5–0      | 5−0       | Copa Tigre 2004                          |
| 4. | 6-6-2008   | Surabaya, Indonesia   | Indonesia      | 1–1      | 1−1       | Amistoso                                 |
| 5. | 11-12-2014 | Hanói, Vietnam        | Vietnam        | 4–1      | 4–2       | Copa Suzuki AFF 2014                     |